# Éric Aubier
Pour les articles homonymes, voir Aubier (homonymie).
Répertoire
haydn, hummel, tomasi, mozart, telemann, tartini, neruda, jolivet, chaynes, désenclos, debussy, ravel, scriabine, rachmaninov, arutiunian, gershwin, planel, hubeau, françaix, bacri, escaich, beffa, matalon, grätzer, jolas, jevtic, copland, hindemith, chostakovitch...
Scènes principales
Théâtre des Champs-Elysées, Salle Pleyel, Teatro Colon (Buenos Aires), Suntory Hall (Tokyo),
Éric Aubier est un trompettiste concertiste classique né en 1960 à Paris.

## Biographie
Éric Aubier naît le 7 mai 1960 à Paris. 
Il entre à 14 ans dans la classe de Maurice André au Conservatoire national supérieur de musique de Paris, où il remporte un 1er prix de trompette en 1976, de cornet à pistons en 1977 et de musique de chambre en 1978. 
Il est également lauréat des concours internationaux de Prague, Toulon et Paris,. À 19 ans, il est nommé soliste à l’Orchestre de l’Opéra de Paris par Rolf Liebermann,. En 1995, il abandonne l'orchestre et se consacre dès lors à une carrière de concertiste international. 
Il est aussi professeur, enseignant au Conservatoire de Rueil-Malmaison et prodiguant des classes de maître à la Juilliard School of Music de New York, à Bloomington, à Montréal, au Japon ou en Scandivavie, notamment. Il forme avec Thierry Escaich un duo trompette et orgue. 
Éric Aubier est un représentant de la trompette française moderne et de l’école française des vents. Comme interprète, il est le dédicataire et le créateur de plusieurs compositions, de Thierry Escaich (Élégie, 1997 ; Résurgences, concerto pour trompette, 2002), Carlos Grätzer (Aura, pour trompette et petit orchestre, 1998), Betsy Jolas (EA pour trompette et vibraphone, 1989) ou Martin Matalon (Trame V, concerto pour trompette, 2003), notamment.
Sa discographie comporte une centaine d’œuvres pour les firmes Sony Classical, Universal, Calliope. Depuis 2006, Eric Aubier enregistre en exclusivité pour indésens records.
Il se produit dans des salles renommées, Théâtre Colón, Suntory Hall, Pleyel, théâtre des Champs-Élysées, dans un répertoire allant de Haydn et Hummel à Tomasi, André Jolivet, Escaich, Bacri ou Beffa.
Depuis 2017, un concours international de trompette à Rouen porte son nom.

## Discographie sélective
- Paris 1900 : l'art du cornet, avec Laurent Wagschal (piano) : Guillaume Balay - Gabriel Parès - Georges Hüe - Jules Charles Pennequin - Philippe Gaubert - Théo Charlier - Guy Ropartz - Fernand Andrieu - Joseph Colombo - Jean-Baptiste Arban, Indésens INDE 152[7] ;
- La trompette en France, coffret de 15 CD, Indésens, 2017[8],[9] ;
- Modern Trumpet Concertos : Karol Beffa - Martin Matalon - Nicolas Bacri - Carlos Grätzer, indésens INDE071[10]
- Rhapsody in Blue avec l'Orchestre de la Garde républicaine, dir. François Boulanger (2013) : Gershwin - Arutiunian - Rimsky-Korsakov, Indésens INDE058 ;

- Henri Tomasi avec Fabrice Millischer et l'Orchestre de la Garde républicaine, dir. François Boulanger (2012) : concertos pour trompette, et pour trombone - les Noces de cendres - (nouveauté 2012 - première mondiale avec orchestre d'harmonie - INDE05) ;
- Balade impressionniste avec Pascal Gallet (piano) : Enesco - Ibert - Ravel - Debussy - Fauré - Gaubert - Tailleferre - Chabrier - Saint-Saëns - Scriabine - Françaix, indésens INDE014[11] ;

- Unlimited avec Thierry Escaich (orgue), 2 CD : Bacri - Escaich - Tomasi - Jevtic - Improvisations - Bach - Mozart - Gounod - Franck - Christmas Medley - Spirituals - Bizet, indésens INDE025[12] ;
- Tanz Fantasie avec Thierry Escaich (orgue) : Tomasi - Bacri - Escaich - Jevtic - Jolivet, indésens INDE012[13] ;

- 5 grands Concertos français : Tomasi - Jolivet - Chaynes - Desenclos (première mondiale), Orchestre du Théâtre national de l'Opéra de Paris, M. Constant (dir.), indésens  INDE001[14] ;

- Classic Trumpet Concertos : Haydn - Hummel - Bach - Mozart - Telemann, indésens INDE018 ;

- Rossini, la Trompette de l'Opéra, airs d’opéras célèbres (Le Barbier de Séville, l'échelle de soie, l'Italienne à Alger, Tancrède…), Orchestre philharmonique de la radio-télévision roumaine, Amaury du Closel (dir.), indésens INDE007[15].